# Поясок обтирания
Поясок обтирания в криминалистике — кольцеподобный контур контакта внешней поверхности пули с краями входного отверстия в поражаемом объекте, который состоит из остатков нагара, смазки и металла. При проведении мероприятий судебно-медицинской экспертизы поясок обтирания считается признаком входного отверстия огнестрельной раны; снятие его размеров осуществляется по внешнему диаметру. 
Обычно поясок обтирания выглядит как тёмное или чёрное кольцо вокруг входного отверстия шириной один-два миллиметра. Как правило, он содержит в себе продукты сгорания пороха и капсюля-воспламенителя, компоненты внешней плакировки пули, её сердечника, оружейную смазку и т. п.  Его появление связано с процессами контактного трения пули о поверхность преграды, которые вызывают отложение на преграде следов копоти, смазки и металла, из которого произведена пуля. От явлений аналогичного характера поясок обтирания отличается по своим морфологическим признакам. В частности, если поясок обтирания — это отложения на поверхности цели загрязнений, покрывающих пулю, то поясок осаднения — это кольцевая ссадина вокруг раневого канала, а поясок металлизации — отложения металла, из которого изготовлена пуля.

## Некоторые частные случаи
При выстреле в часть тела, прикрытую одеждой, поясок обтирания образуется на наружной поверхности одежды. При поражении хрупких объектов (например — оконного стекла) поясок обтирания обычно не имеет возможности сформироваться, так как внешняя часть входного отверстия разрушается после взаимодействия с пулей. Выстрелы из гладкоствольного оружия безоболочечной пулей или дробью создают поясок обтирания с большим количеством свинца, причём медь в нём или вообще отсутствует, или присутствует в крайне незначительном количестве. При стрельбе из бесшумного оружия с глушителем тот стирает с пули смазку и нагар, что приводит к тому, что поясок обтирания не теряет отчётливости, но меняет цвет с чёрного на коричневато-серый. 